# Dragomir M. Acović
Dragomir M. Acović (serbisch-kyrillisch Драгомир М. Ацовић; * 14. Juli 1943 in Belgrad, Jugoslawien) ist ein jugoslawischer und serbischer Architekt, Phaleristiker und Heraldiker.
Von 2000 bis 2011 war er für den Innenausbau des Doms des Heiligen Sava zuständig.
Im Jahr 1991 war er Mitbegründer von Srpsko heraldičko društvo „Beli Orao“, einer Gelehrtengesellschaft für Heraldik, Genealogie, Vexillologie und Phaleristik und ist deren langjähriger Präsident und Co-Vorsitzender. Er steht Aleksandar II. Karađorđević, dem Nachfahren des letzten Königs von Jugoslawien, nahe und setzt sich für die Rückgabe von dessen Schloss ein.
Acović ist verheiratet, hat drei Kinder und lebt in Belgrad.

## Werke
- Српска круна – симбол државе и цркве / The Serbian Crown – A Symbol of State and Church (Srpska Kruna – simbol države i crkve), Teos, Belgrad 2003; mit N. Nikolic; ISBN 978-8675980230
- Хералдика и Срби (Heraldika i Srbi), Zavod za udžbenike, Belgrad 2008; ISBN 978-8617150936
- Слава и част (Slava i čast), Sluzbeni glasnik, Belgrad 2013; ISBN 978-8651917502
- Поглед у Храм (Pogled u Hram), Belgrad 2015 (Monographie); ISBN 978-86-80120-02-7